# 426 (ゲーム)
『426』（よんにいろく）は2002年4月26日にフロントウイングより発売されたオムニバス形式のパッケージソフト。三本のWindows用18禁恋愛アドベンチャーゲームが収録されている。同社のマスコットキャラであるフロンちゃんとウイング師匠が初登場した作品でもある。発売日が4月26日だから「426」というタイトルになったのであり、それ以上の意味はない。
各ゲームの内容は、それぞれの項目を参照されたい。

## 収録ソフト
- スイートレガシー
  - パティシエ養成学校を舞台に繰り広げられるラブコメ。瀬口たかひろがキャラクターデザインと原画を担当した。後に独立版（PS2版とPC版）が制作された。
- アズラエル
  - フーリガンの開発スタッフによる死をテーマにしたシリアスなストーリー。後に独立版（PC版）が制作された。
- 501
  - 開発はソフトハウスDew。バイオレンスストーリー。

## CD
『426 よんにいろく オリジナル サウンドトラック』
Cats／キングレコード、ディスク2枚組。Disk1に「スイートレガシー」と「アズラエル」の曲収録。Disk2には「501」の曲と、ボーナストラックとしてボーカル曲「プカプカ」「farewells」「朝日の向こう」のカラオケバージョンを収録。
KICA-1268～9